# 펑칭화

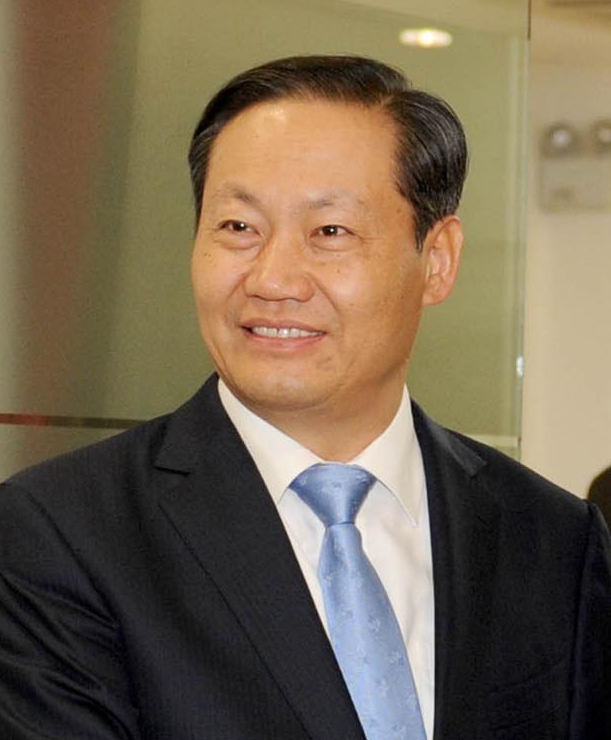

펑칭화(중국어 간체자: 彭清华, 1957년 4월 ~ )는 중화인민공화국의 정치인이다.

## 생애
후베이성 다예 시 출신이다. 1976년 중국 공산당에 입당하였다. 1979년 베이징 대학 철학과에 입학했고 1983년 졸업 후 중국공산당 중앙조직부에 들어갔다. 2001년 중산 대학에서 기업관리학 박사학위를 취득하였다. 2003년부터 2012년까지 중앙인민정부 주홍콩연락판공실 부주임과 주임으로 근무했고 2012년 12월 19일 광시 좡족 자치구 중국 공산당 당서기로 선출되었다. 현재는 쓰촨성 중국 공산당 당서기이다.